# 꿈

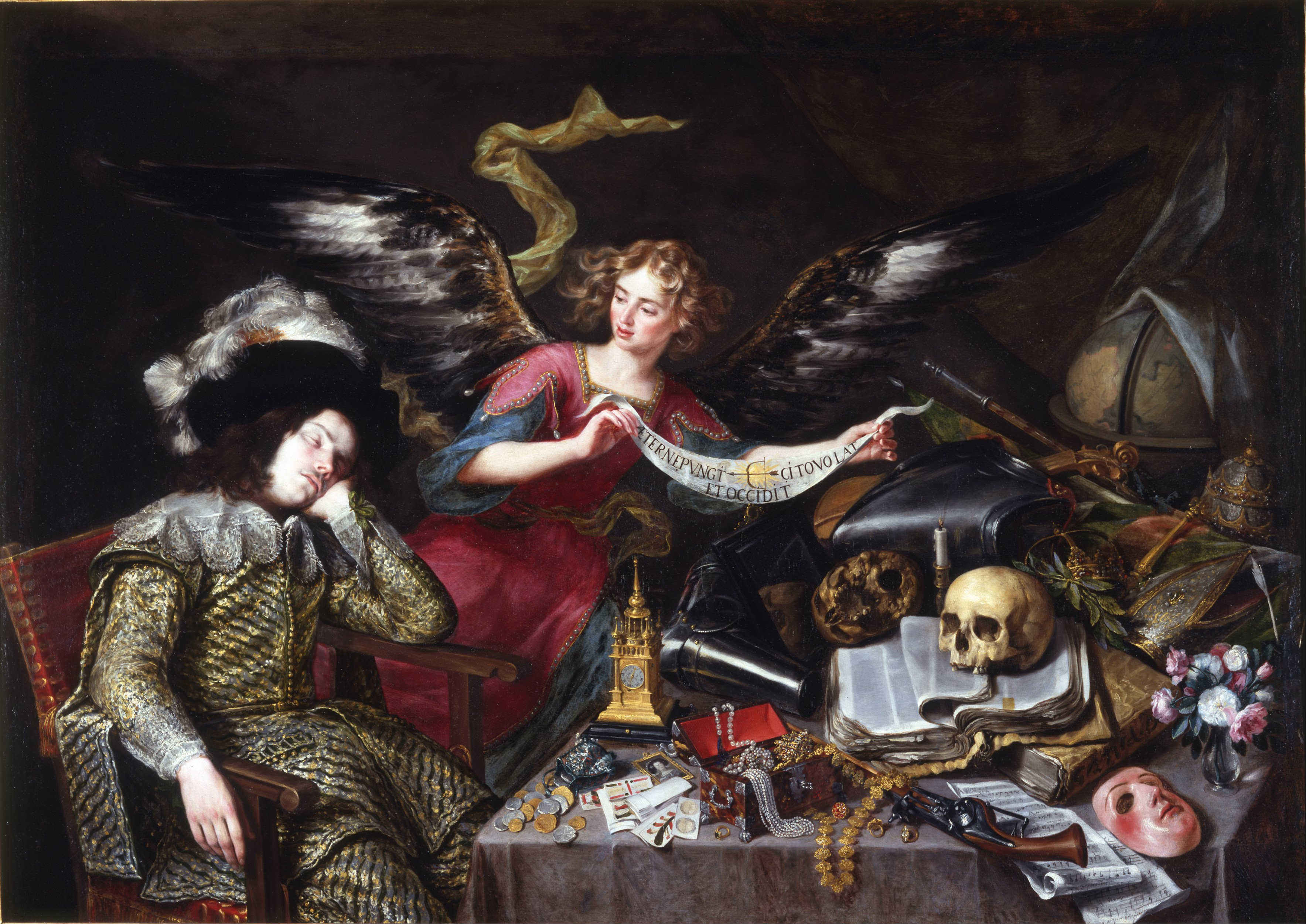

꿈(영어: Dream)은 수면 시 경험하는 일련의 영상, 소리, 생각, 감정 등의 느낌을 말한다. 희망 사항, 되싶은 직업, 목표 등을 일컫는 말이기도 하다.
꿈에서 일어나는 일들은 종종 현실에서는 일어나기 어려운 것들이며, 대부분 꿈을 꾸는 이가 제어하기 어렵다. 꿈이라는 사실도 인지하지 못한다. 때로는 수면 중에 의식적으로 이들이 꿈이라는 것을 의식하며, 꿈에서의 상황을 임의로 바꿀 수 있기도 한다. 이를 '자각몽', 또는 '루시드 드림'이라 한다.
때로는 꿈을 꾸었을 때 일어난 일이 우연히 현실에서 반복되는 경우가 있는데, 이 꿈을 '예지몽'이라고 한다. 일반적으로 사람만이 꿈을 꾼다고 알려졌으나 개나 고양이 등의 동물들도 수면 중에 종종 꿈을 꾼다. 
보통은 깨어난 후 회상되는 회상몽을 말한다.

## 꿈의 신경학
일반적으로 동의하는 생물학적인 꿈의 정의는 없다. 일반적인 관찰에 의하면, 꿈은 렘(REM) 수면과 깊은 관련이 있다. 렘 수면은 두뇌 활동이 깨어 있을 때와 거의 유사하여, 연구자들은 이 시기가 가장 생생한 꿈을 꿀 때라고 추측한다.

### 꿈과 수면 주기
Aserinsky와 Kleitman은 rapid eye movement(REM) 수면을 정의하고 다음과 같은 실험 결과를 내놓았다. REM 수면에서 깨어난 74%의 피실험자가 꿈을 기억해 낸 반면 NREM 수면에서 깨어난(REM awakening) 피실험자 중에서는 9%만이 꿈을 기억하였다. REM 수면과 꿈과의 연관성은 그 밖의 많은 연구를 통해 입증되고 있다. REM awakening에서 80%가 꿈을 기억해 냈다. 이를 통해 꿈 뿐만 아니라 수면 중에 일어나는 많은 mental activity가 모두 REM과 연관이 있을 것이라는 주장이 힘을 얻기도 하였고 다른 한편으로는 NREM에 대해서도 연구 결과가 나오는 등 이 부분에 있어서 여러 관점의 주장이 제기되고 있다. 젊은 성인의 수면 시간 중 4~6번 정도의 REM 주기를 보이고 이때 꿈이 나타나며 이는 전체 수면 시간 중 20%을 차지한다. REM 주기는 90 정도의 간격으로 나타나며 수 분에서 한 시간 이상 지속된다. REM 주기 지속 시간과 꿈의 길이는 밀접한 상관관계를 보인다. REM 주기 중간에 깬 경우에는 꿈을 비교적 잘 기억하지만 REM 주기가 끝난 이후에는 8분에서 수 초 만에 꿈을 기억하지 못하기도 한다. 이를 통해 꿈 자체는 기억되기 위한 것이 아님을 짐작할 수 있다.
REM 주기는 눈이 빠르게 움직이는 특징을 통해 그 이름이 붙여졌고, 이 때에는 근육이 마비된다. 이 때문에 꿈의 내용대로 뇌가 활성화되어도 몸이 움직이지 않을 수 있는 것이다. 또한 REM 주기는 남성의 수면 중 음경 발기 주기(cycle of penile erection)와 여성의 질 충혈(vaginal blood engorgement)과 일치하기도 한다.

### 활동화-합성 가설
1976년 Allan Hobson과 Robert McCarley는 프로이드의 꿈은 무의식의 반영이며 무의식이 원하는 바가 꿈에 나타난다고 하는 기존의 관점에 도전하는 새로운 이론을 제시하였다. Activation synthesis theory는 연수로부터 오는 모든 신호가 대뇌에서 의미를 갖는 정보로 바뀐 것이 감각적 경험(sensory experience)이라고 말한다. REM 수면 중의 ascending Activation synthesis theory cholinergic PGO(ponto-genito-occipital) wave가 중뇌와 전뇌를 활성화시켜 신속한 안구 운동을 일으킨다고 제시하고 있다. 활성화된 전뇌가 들어온 정보를 바탕으로 꿈을 만드는 것이다. 이 이론에서는 REM 수면을 일으키는 구조와 감각 정보를 생성하는 구조가 같다고 이야기하고 있다.

### Continual-activation theory
Jie Zhang 에 의해 제시된 이 이론은 꿈과 REM 수면을 생성하는 기작은 다르다고 이야기한다. 꿈은 단기 기억을 장기 기억으로 변환, 저장하기 위한 것이라고 주장한다.

## 꿈의 심리학
지그문트 프로이트와 카를 융은 꿈을 무의식과 의식의 상호 작용으로 인식하였다.

### 꿈 작업 (Dream work)
제레미 테일러 등에 의해서 제시된 꿈 작업은 기존의 꿈 분석등의 방법과 차별된다. 이는 그룹 작업으로 이루어지며 주로 한 명의 리더가 이 그룹을 이끌게 된다. 방법은 참여하는 사람의 창의력에 따라 그 어떠한 방법이든 가능하다. 꿈 작업은 칼 융에 영향을 받은 제레미 테일러 등에 제안되었고 그의 꿈 작업의 방법을 소개하자면 꿈꾼(dreamer)은 자신이 꾼 꿈을 현재형으로 묘사한다. 이때는 색깔, 느낌, 가능하다면 냄새까지도 그 모든 것에 대해서 기억에 따라 묘사한다. 다른 참여자들은 그 이야기를 듣고 자신의 꿈처럼 그 꿈을 이해하고 "이게 내 꿈이라면…"의 일인칭의 형식으로 투사를 한다. 제레미 테일러는 이러한 꿈 작업을 돕기 위한 도구 상자를 제시하고 있는 데 그 내용은 다음과 같다.
꿈 작업을 위한 여섯 가지 기본 힌트
- 모든 꿈은 보편적인 언어로 말하며 건강과 전일성에 봉사하러 온다.
- “나쁜 꿈”이란 없다. 다만 우리의 관심을 끌기 위하여 극적으로 부정적인 형태를 취하는 꿈들이 있을 뿐이다.
- 꿈을 꾼 사람만이 자기의 꿈이 어떤 의미를 갖는지에 대하여 확실하게 말할 수 있다. 이런 확신은 보통으로 말없이 "아하"라는 느낌이 드는 인지의 형식으로 다가온다. 이 "아하" 체험은 기억 작용이며, 꿈 작업에 있어 유일하게 신뢰할 만한 시금석이 된다.
- 한 가지 의미만을 갖는 꿈이란 없다. 모든 꿈과 꿈의 심상(이미지)은 "중복 결정적(over-determined)"인 것이어서 다중의 의미를 지니며 여러 개의 의미의 층을 갖고 있다.
- 어떤 꿈도 이미 알고 있는 사실을 말해주려고 오는 경우는 없다. 모든 꿈은 새로운 경지를 개척하며 새로운 이해와 통찰을 하도록 초대한다.
- 다른 사람들에게 그들의 꿈에 대하여 이야기할 때에는 "만약 그것이 나의 꿈이었다면…"과 같은 효과를 지니는 말로 서두를 시작하고, 논평을 할 때에는 가능한 한 일인칭으로 이야기를 하는 것이 현명하고도 예의바른 방법이다. 이렇게 함으로써 심지어 상대적으로 도전이 되고 맞대어놓고 하는 언급을 할 때에도 꿈꾼 사람이 쉽게 알아듣고 내면화할 수 있게 될 것이다. 이것은 또한 "이웃의 신발을 신고 한 마일(오리길)을 걸어가 보는 심오한 심리-영성적 단련의 길이 될 것이다.
- 모든 꿈 작업에 참가자들은 시작할 때에는 꿈 작업의 모든 토의에서 익명을 유지할 것에 동의하여야 한다. 비밀을 지켜 달라고 구체적으로 요청을 하지 않은 경우에는 소집단 구성원들은 자유롭게 그들의 경험을 소집단 밖에서 공개적으로 논의할 수 있다. 그러나 어떤 그룹 멤버든지 비밀 유지를 요청할 경우에는 모든 구성원들은 자동적으로 그런 요청에 따라 비밀을 지킬 것에 동의하여야 한다.

## 같이 보기
- 잠
- 루시드 드림(꿈 속에서 꿈을 자각하는 것)
- 몽정